# مردگان متحرک (فیلم ۱۹۹۵)
«مردگان متحرک» (انگلیسی: The Walking Dead (1995 film)) یک فیلم است که در سال ۱۹۹۵ منتشر شد. از بازیگران آن می‌توان به آلن پاین، ادی گریفن، جو مورتون، و برنی مک اشاره کرد.